# Pete Seeger
Peter "Pete" Seeger (Nueva York, 3 de mayo de 1919-Nueva York, 27 de enero de 2014) fue un músico de folk estadounidense que manifestó en toda su obra un compromiso social y de defensa de los derechos humanos, lo que le valió una persecución política en su país por parte del Comité de Asuntos Antiamericanos en 1951, que lo condenó a doce meses de prisión y a diecisiete de total y absoluta censura en los medios de comunicación locales. Su carrera experimentó un gran auge a partir del movimiento hippie, en el decenio de los '60, tanto por la calidad de sus composiciones como por su activismo pacifista.

## Carrera musical
Se dedicó a la música desde la década de 1940, formando parte de las bandas The Almanac Singers (en la que también participó Woody Guthrie) y, posteriormente, The Weavers. En 1943, con The Almanacs, grabó un álbum llamado Historias del Batallón Lincoln, con una decena de canciones, algunas compuestas y otras recogidas de los propios milicianos estadounidenses del Batallón a su regreso de la guerra civil española, como «There is a valley in Spain called Jarama» (Hay un valle en España llamado Jarama) o «Young man from Alcalá» (El joven de Alcalá). 

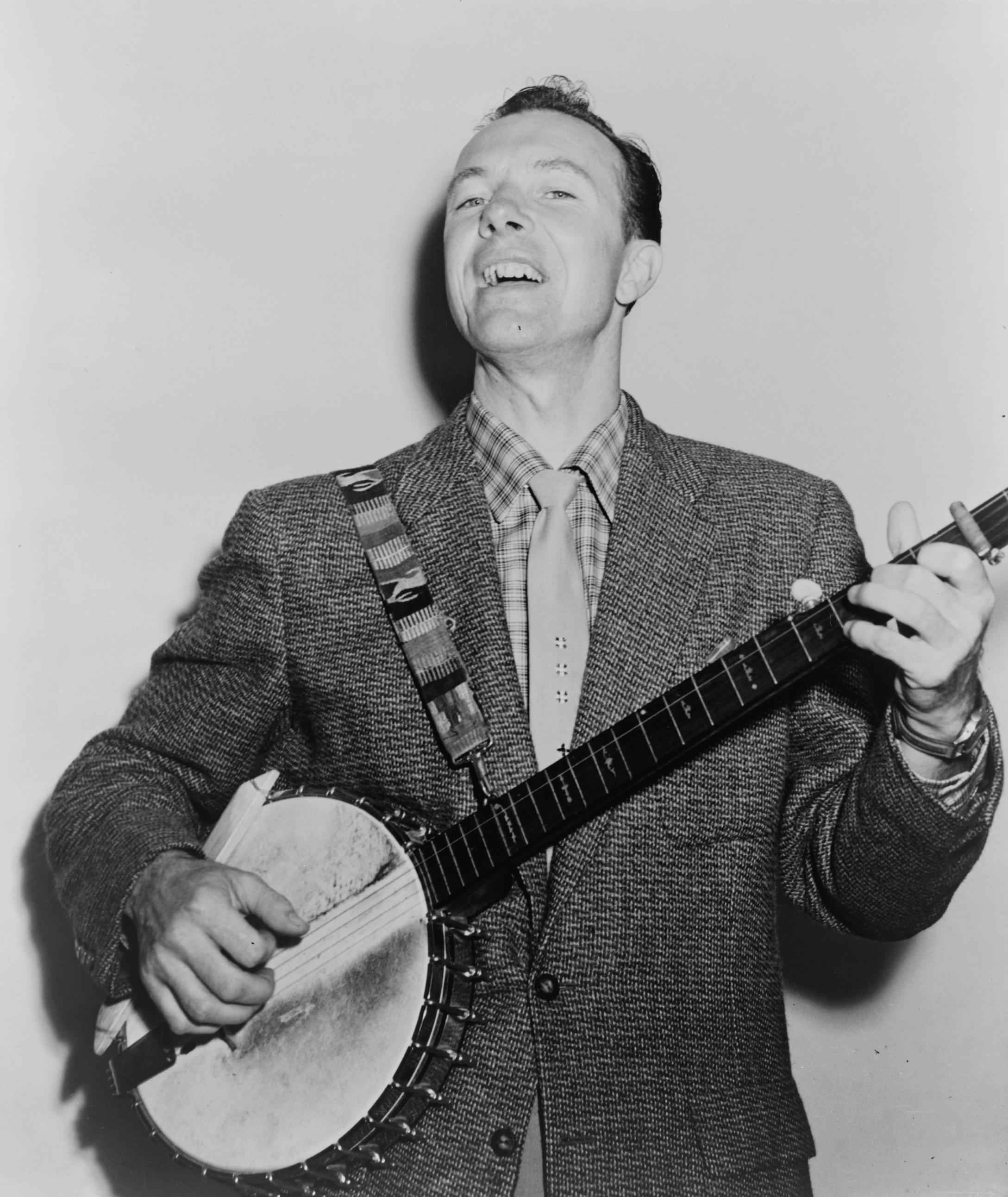
Pete Seeger (1955).

En la década de 1960 con el auge de la cultura hippie, y los cambios que causó en la sociedad, su carrera artística se relanzó. Popularizó en Latinoamérica su versión de la canción Guantanamera y se opuso con fervor a la guerra de Vietnam, a la que dedicó el tema «I feel I'm fixing to die rag». En 1963 logró un gran éxito con el álbum We shall overcome. En 1972 editó el libro The Incomplete Folksinger.
En agosto de 1989 ofreció un recital en el Teatro Ópera de Buenos Aires, junto al músico argentino León Gieco.

## Reconocimientos
En 1994 recibió la Medalla Nacional de las Artes y en 1997 el Grammy en la categoría Folk. En 1999 viajó a La Habana para recibir la Orden Félix Varela de Primer Grado.
En enero de 2009, durante la Ceremonia de Asunción Presidencial de Barack Obama, Pete Seeger tocó junto a Bruce Springsteen y a otros artistas en el Lincoln Memorial de Washington D. C.